# Eiranranta
Eiranranta est une rue du quartier Eira et de la section Hernesaari d'Helsinki en Finlande,.

## Présentation
Eiranranta mesure environ 500 mètres de long.
A l'ouest elle part du croisement de Laivakatu et d'Hernesaarenranta à Hernesaari  et elle se termine à Merisatamanranta dans le quartier d'Eira.
A peu près à mi-chemin, la rue va vers le nord jusqu'à Telakkakatu.
Après l'intersection, la rue change de direction, continue nord-est-nord-ouest.

## Transports en commun
Depuis avril 2021, la ligne de tramway 6 passe par la rue Eiranranta.

## Galerie

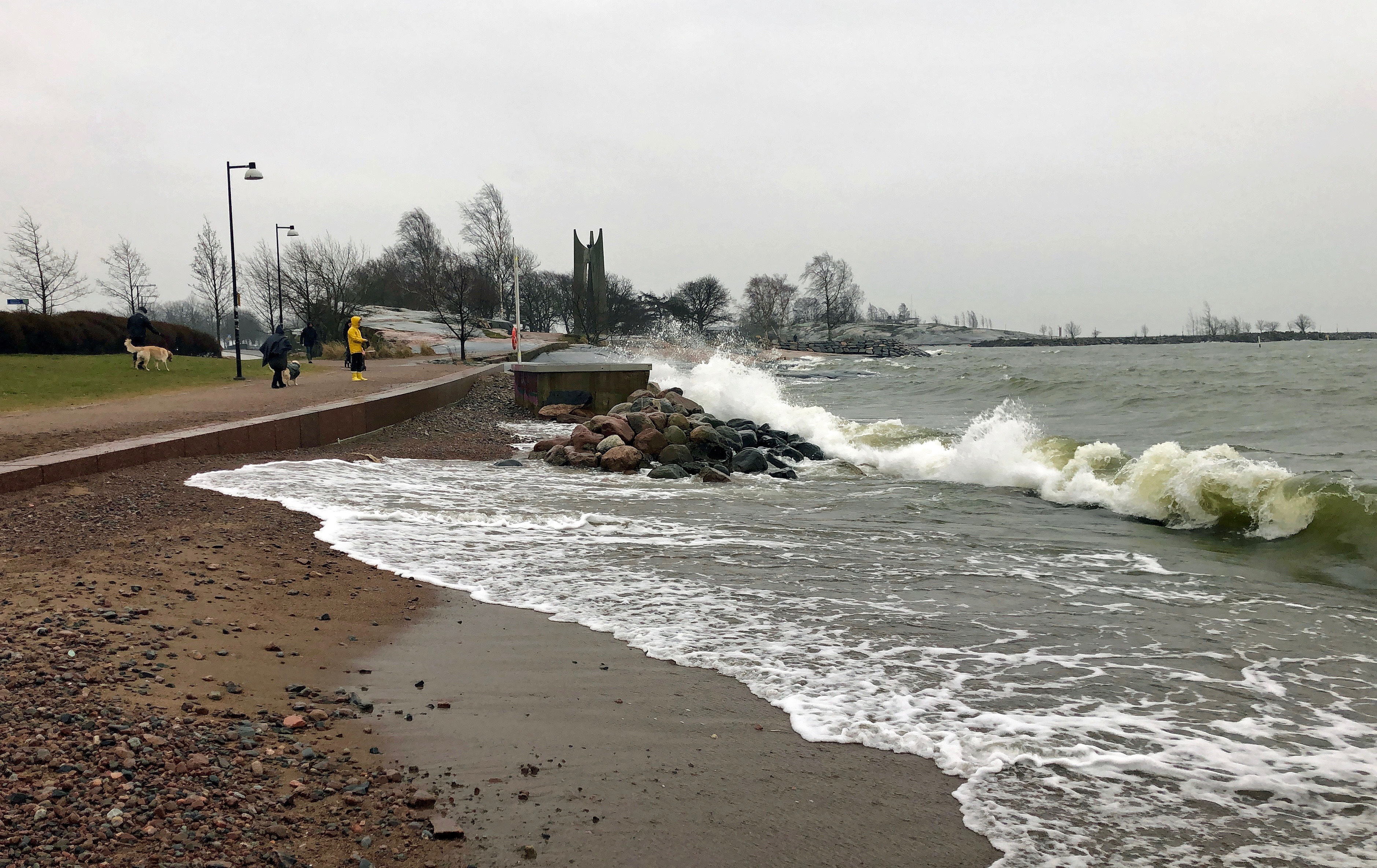
Plage d'Eiranranta.
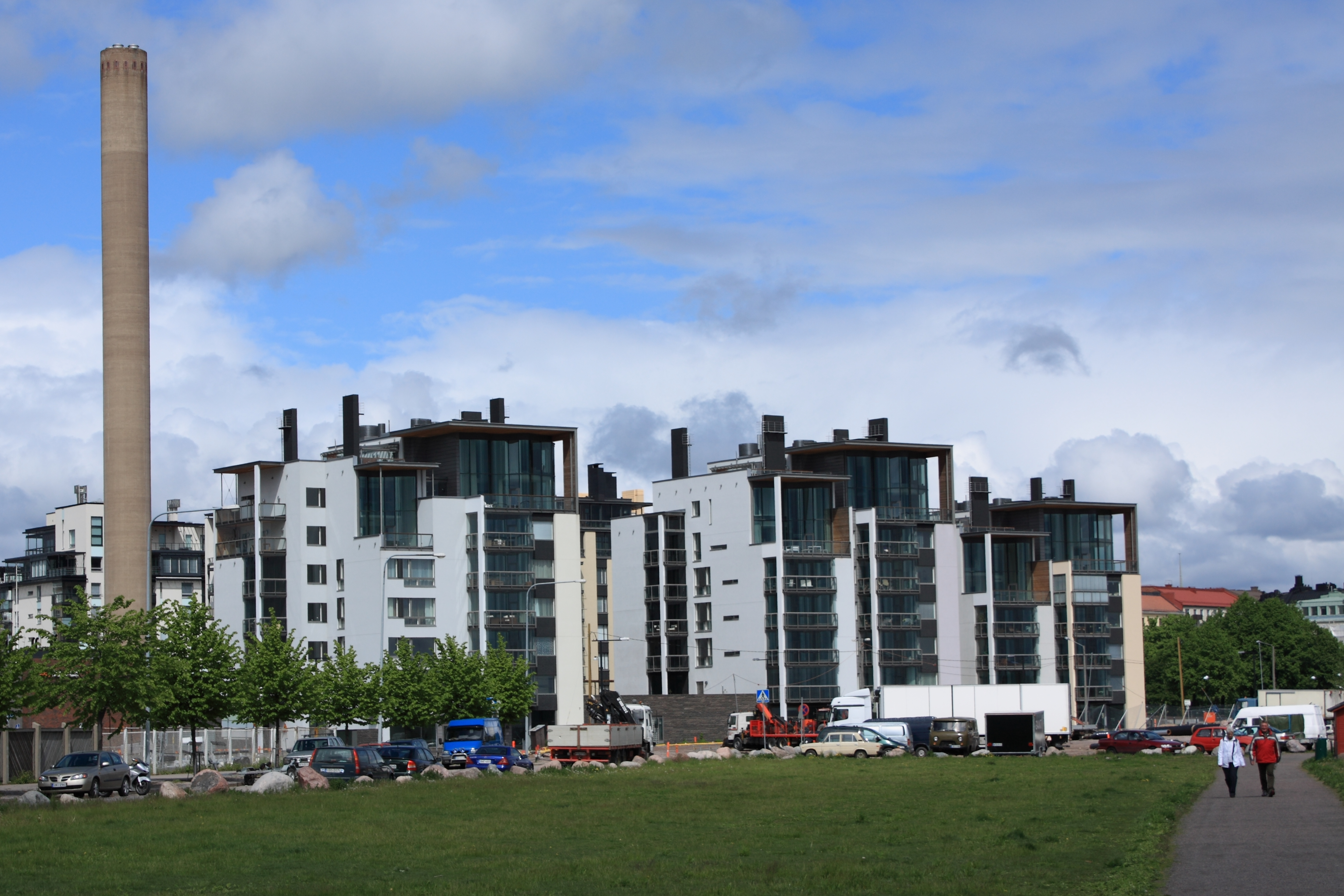
Immeubles résidentiels en bordure d'Eiranranta.
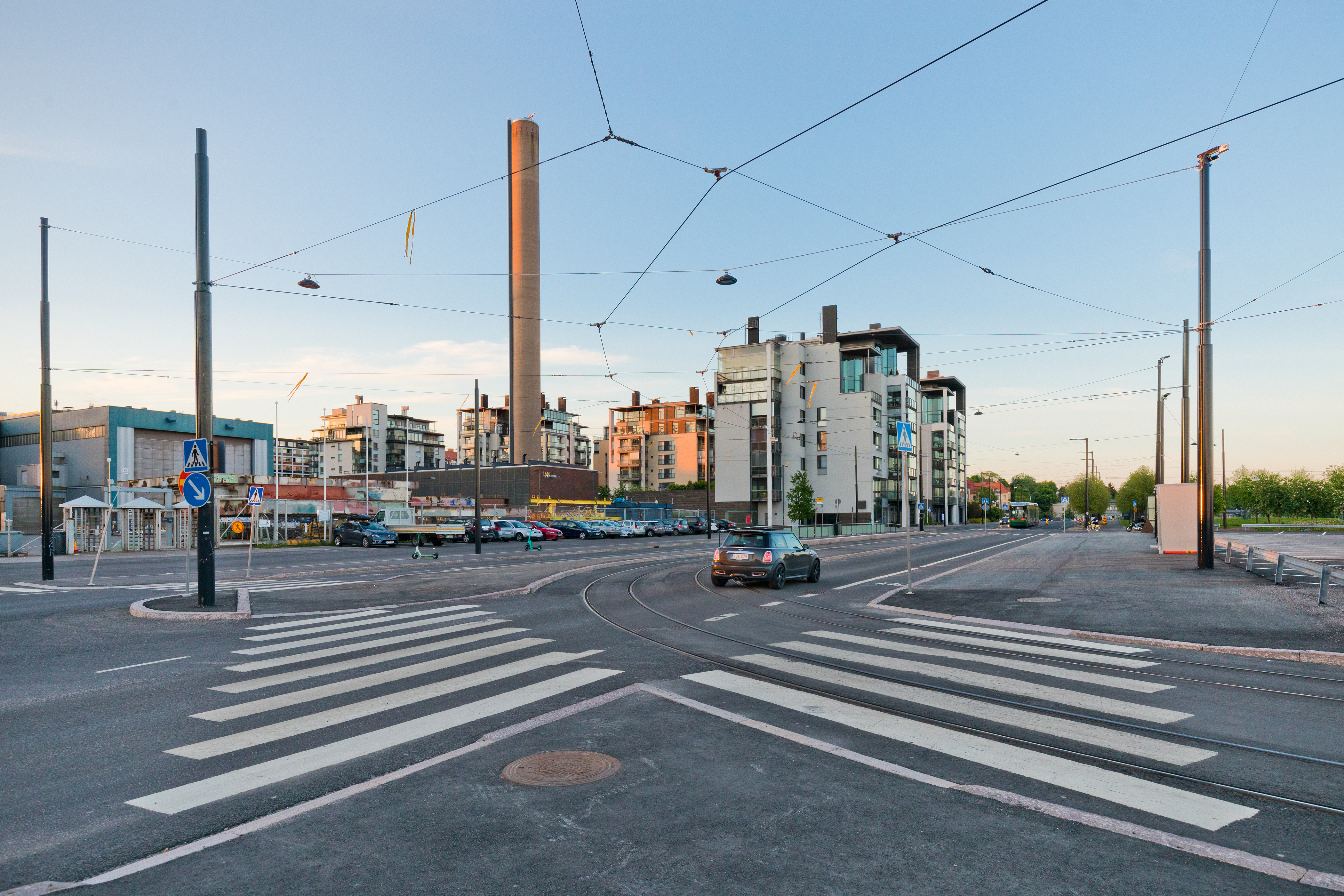